# Sopeira

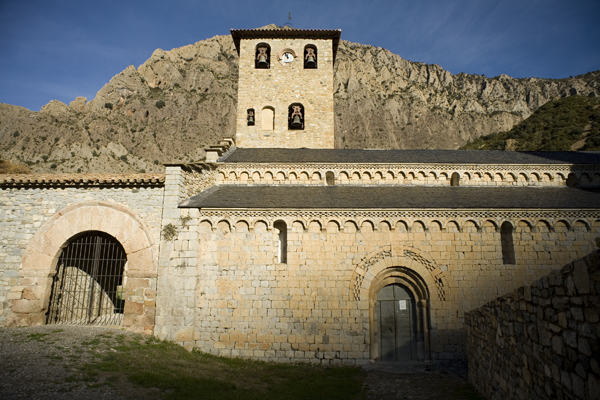

Sopeira es un municipio español de la provincia de Huesca, en la comunidad autónoma de Aragón. Está situado en el valle del río Noguera Ribagorzana. En su municipio se encuentra el monasterio de Santa María de Alaón.

## Geografía

### Núcleos de población del municipio
- Aulet
- Pallerol
- Santoréns
- Sopeira (capital del municipio)

## Demografía
Sopeira cuenta con una población de 84 habitantes (INE 2024).
| Gráfica de evolución demográfica de Sopeira entre 1842 y 2021 |
| |
| Población de derecho según los censos de población del INE Población de hecho según los censos de población del INEEntre el censo de 1970 y el anterior, crece el término del municipio porque incorpora a 22626 (Santorens) |

## Administración y política
| Período   | Alcalde                  | Partido |  |
| --------- | ------------------------ | ------- |  |
| 1979-1983 | Jesús Fiter Francino     | UCD     |  |
| 1983-1987 |                          |         |  |
| 1987-1991 |                          |         |  |
| 1991-1995 |                          |         |  |
| 1995-1999 |                          |         |  |
| 1999-2003 |                          |         |  |
| 2003-2007 |                          |         |  |
| 2007-2011 | José María Ariño Palacín | PSOE    |  |
| 2011-2015 | José María Ariño Palacín | PSOE    |  |
| 2015-2019 | José María Ariño Palacín | PSOE    |  |

| Partido político    | Partido político                                   | 2003   | 2007   | 2011   | 2015   |
| Partido político    | Partido político                                   | Ediles | Ediles | Ediles | Ediles |
|                     | Partido de los Socialistas de Aragón (PSOE-Aragón) | 5      | 5      | 5      | 5      |
|                     | Partido Popular de Aragón (PP)                     | 0      | 0      | 0      | 0      |
|                     | Partido Aragonés (PAR)                             | —      | —      | 0      | 0      |
|                     | Convergència Democràtica de la Franja (CDF)        | —      | —      | 0      | —      |
|                     | Chunta Aragonesista (CHA)                          | —      | 0      | —      | —      |
| Total de concejales | Total de concejales                                | 5      | 5      | 5      | 5      |

## Fiestas locales
- 7, 8 y 9 de mayo en honor de san Gregorio.
- 3.er fin de semana de agosto, con cena de hermandad y baile.

## Véase también

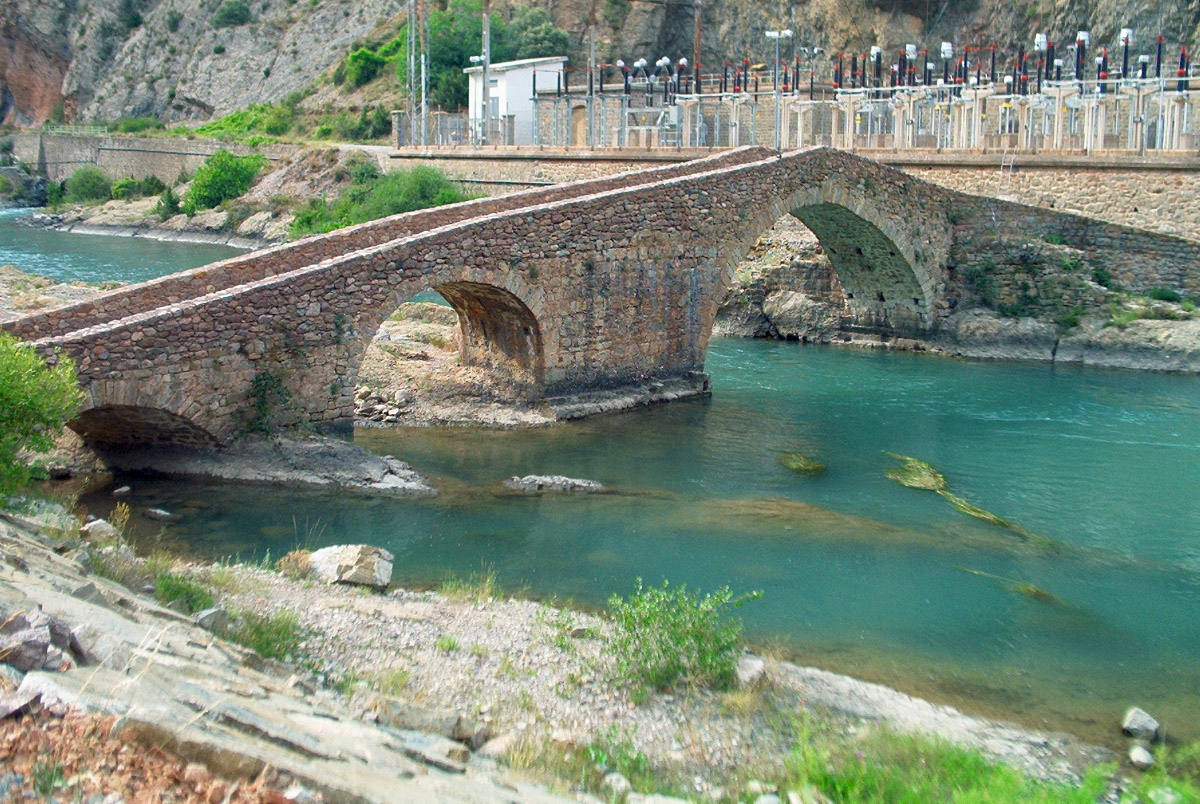